# Lacul Brateș
Brateș este unul din cele mai mari lacuri din România, situat în sudul Moldovei, în zona de confluență a Prutului cu Dunărea. Avea o suprafață inițială de 7.420 ha, dar după o serie de lucrări agrotehnice efectuate în 1948, suprafața sa a fost redusă la 2.400 ha. Lacul are o adâncime medie de 1,5m. Este o importantă bază de pescuit și un important punct de atracție turistică din județul Galați.